# AES67
AES67 — стандарт передачи цифровых аудиоданных посредством технологии Audio-over-IP. Разработан сообществом AES (Audio Engineering Society) и принят в сентябре 2013 года. В основе системы лежит протокол передачи данных третьего уровня, основным предназначением является обеспечение совместимости приборов и устройств работающих с использованием стандартов RAVENNA, Livewire, Q-LAN и Dante. Так же стандарт AES67 позволяет обрабатывать инструкции и данные пересылаемые по стандарту AVB.  
На настоящий момент стандарт принят следующими производителями: Axia, Wheatstone, Riedel, Coveloz Technologies, Merging и ALC NetworX, также полностью совместим с приборами с поддержкой стандарта RAVENNA. Компании Audinate, QSC, Archwave, Digigram и Wheatstone планируют принять стандарт в ближайшее время.  
В 2014 году было заявлено, что в ближайшей перспективе стандарт AES67 сможет обеспечить совместимость приборов и устройств работающих со стандартами AVB, Dante, Livewire и Ravenna.